# Constantin von Monakow
Constantin von Monakow (Oblast' di Vologda, 4 novembre 1853 – Zurigo, 19 ottobre 1930) è stato un neurologo russo naturalizzato svizzero.

## Biografia
Constantin von Monakow e suo padre, attivo come proprietario terriero e avvocato, emigrarono nel 1863 per motivi politici a Dresda, dove Constantin andò anche a scuola. Nel 1866 si trasferirono a Oberstrass, dove fu naturalizzato nel 1868. Si laureò e studiò medicina dal 1872 al 1877 presso l'Università di Zurigo. Nel 1876 fu assistente di Eduard Hitzig nella clinica psichiatrica Burghölzli. Dal 1878 al 1885 Monakow lavorò come assistente medico al Sanatorio di San Pirminsberg. Nel 1880 conseguì il dottorato presso l'Università di Zurigo.
Nel 1885 Monakow aprì uno studio a Zurigo. Fu il primo medico in Svizzera a ricevere la sua abilitazione in neurologia e neuroanatomia. L'anno seguente aprì con le proprie risorse un poliambulatorio neurologico e un laboratorio anatomico cerebrale. Nel 1894, l'Università di Zurigo lo nominò professore associato. Nel 1910 donò il suo poliambulatorio e il suo laboratorio al Cantone di Zurigo, ma continuò a guidare entrambi fino al 1927.
Nel 1909 fondò con Paul Dubois la Schweizerische Neurologische Gesellschaft. Nel 1917 fondò l'Archivio svizzero di neurologia e psichiatria, di cui fu direttore fino alla sua morte nel 1930.
Monakov coniò il termine Diaschisis.

## Opere principali
- Beitrag zur Localisation von Hirnrindentumoren. In: Archiv für Psychiatrie und Nervenkrankheiten. Bd. 11, H. 3 (Oktober 1881), S. 613–635, doi:10.1007/BF01796317 (Dissertation, Universität Zürich, 1881).
- Gehirnpathologie. Hölder, Wien 1897; 2., gänzlich umgearbeitete und vermehrte Auflage 1905.
- Der rote Kern, die Haube und die Regio hypothalamica bei einigen Säugetieren und beim Menschen: Vergleichend-anatomische, normal-anatomische, experimentell- und patholologisch-anatomische Untersuchungen. Bergmann, Wiesbaden 1910.
- Über Lokalisation der Hirnfunktion. Bergmann, Wiesbaden 1910.
- Neue Gesichtspunkte in der Frage nach der Lokalisation im Grosshirn. Bergmann, Wiesbaden 1911.
- Aufbau und Lokalisation der Bewegungen beim Menschen. Bergmann, Wiesbaden 1911.
- Die Lokalisation im Grosshirn und der Abbau der Funktion durch kortikale Herde. Bergmann, Wiesbaden 1914.
- hrsg. mit Gennosuke Fuse: Mikroskopischer Atlas des menschlichen Gehirns. Orell Füssli, Zürich 1916.
- Gefühl, Gesittung und Gehirn. Bergmann, Wiesbaden 1916.
- mit Raoul Mourgue: Biologische Einführung in das Studium der Neurologie und Psychopathologie. Hippokrates, Stuttgart 1930.
- Gehirn und Gewissen: psychobiologische Aufsaetze (= Erkenntnis und Leben. Bd. 4). Mit einer biographischen Einfuehrung von Mieczyslaw Minkowski. Conzett und Huber, Zürich 1950.
- Vita mea – mein Leben. Hrsg. von Alfred W. Gubser und Erwin H. Ackerknecht. Huber, Bern 1970.